# Blitopertha orientalis
Blitopertha orientalis is een keversoort uit de familie bladsprietkevers (Scarabaeidae). De wetenschappelijke naam van de soort werd in 1875 als Phyllopertha orientalis gepubliceerd door Charles Owen Waterhouse.